# Subaru B9 Tribeca
Subaru B9 Tribeca – samochód sportowo-użytkowy produkowany przez japoński koncern Subaru w latach 2005 - 2014 w Stanach Zjednoczonych.

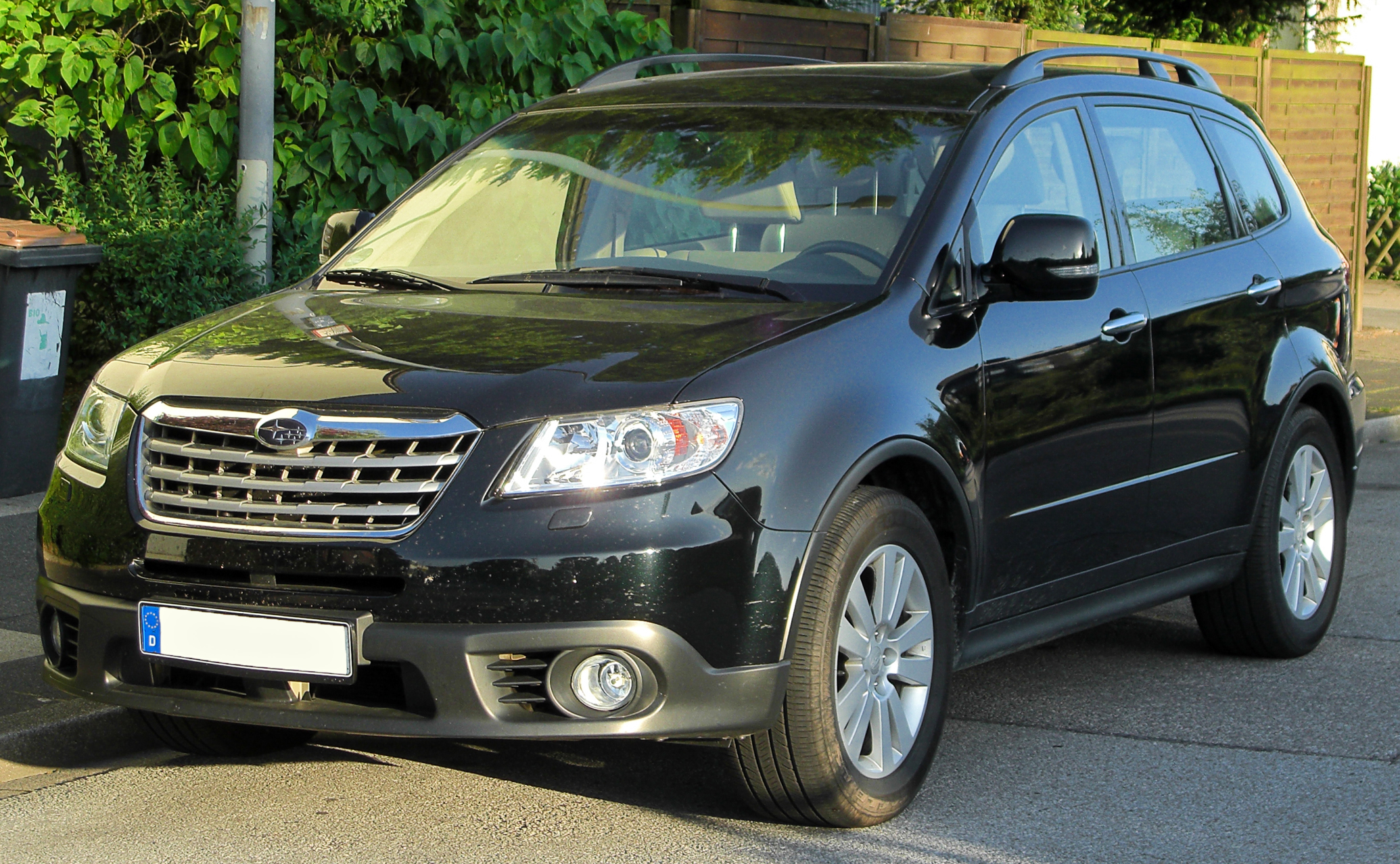
Subaru Tribeca po liftingu

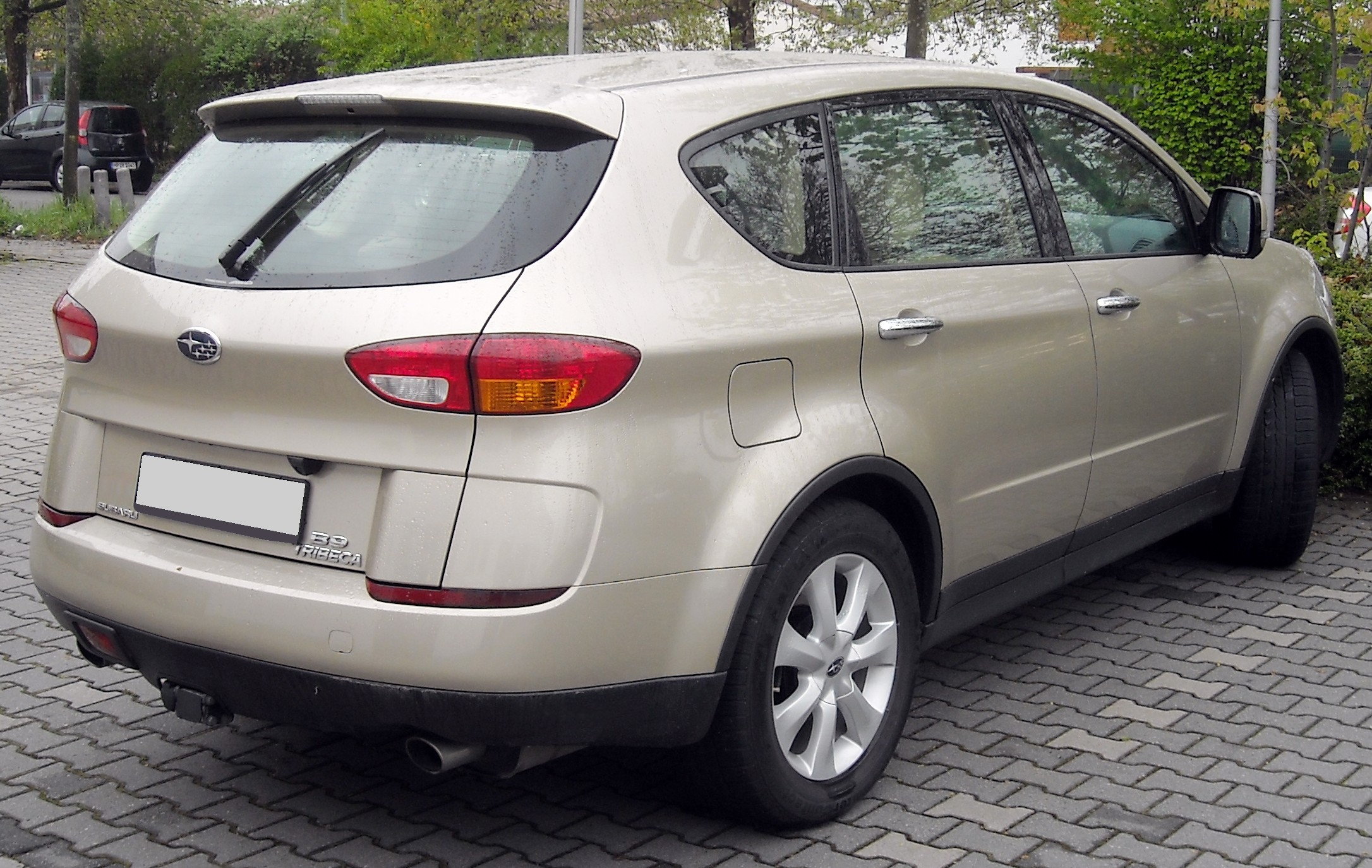
Tył B9 Tribeca przed liftingiem

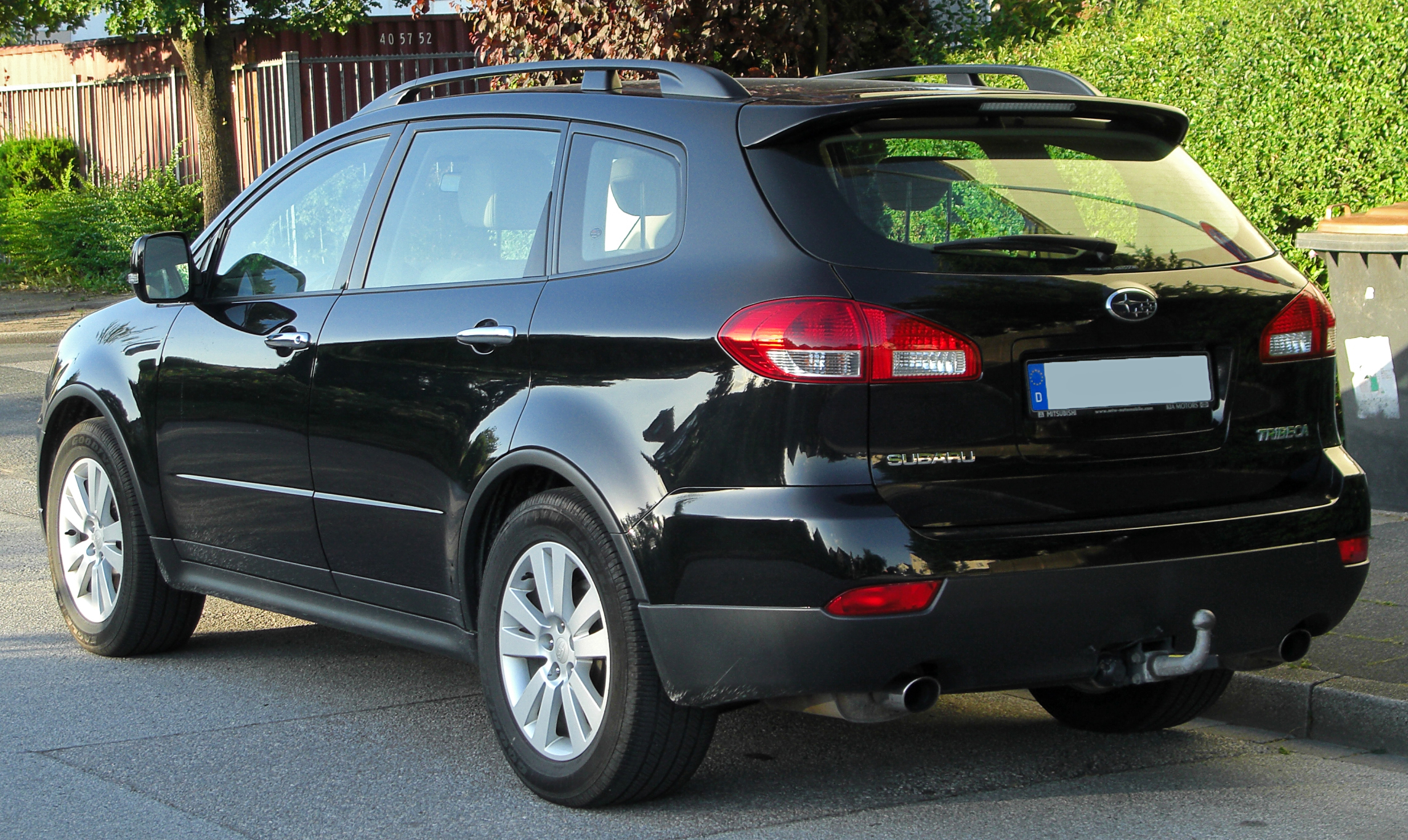
Tył Subaru Tribeca po liftingu

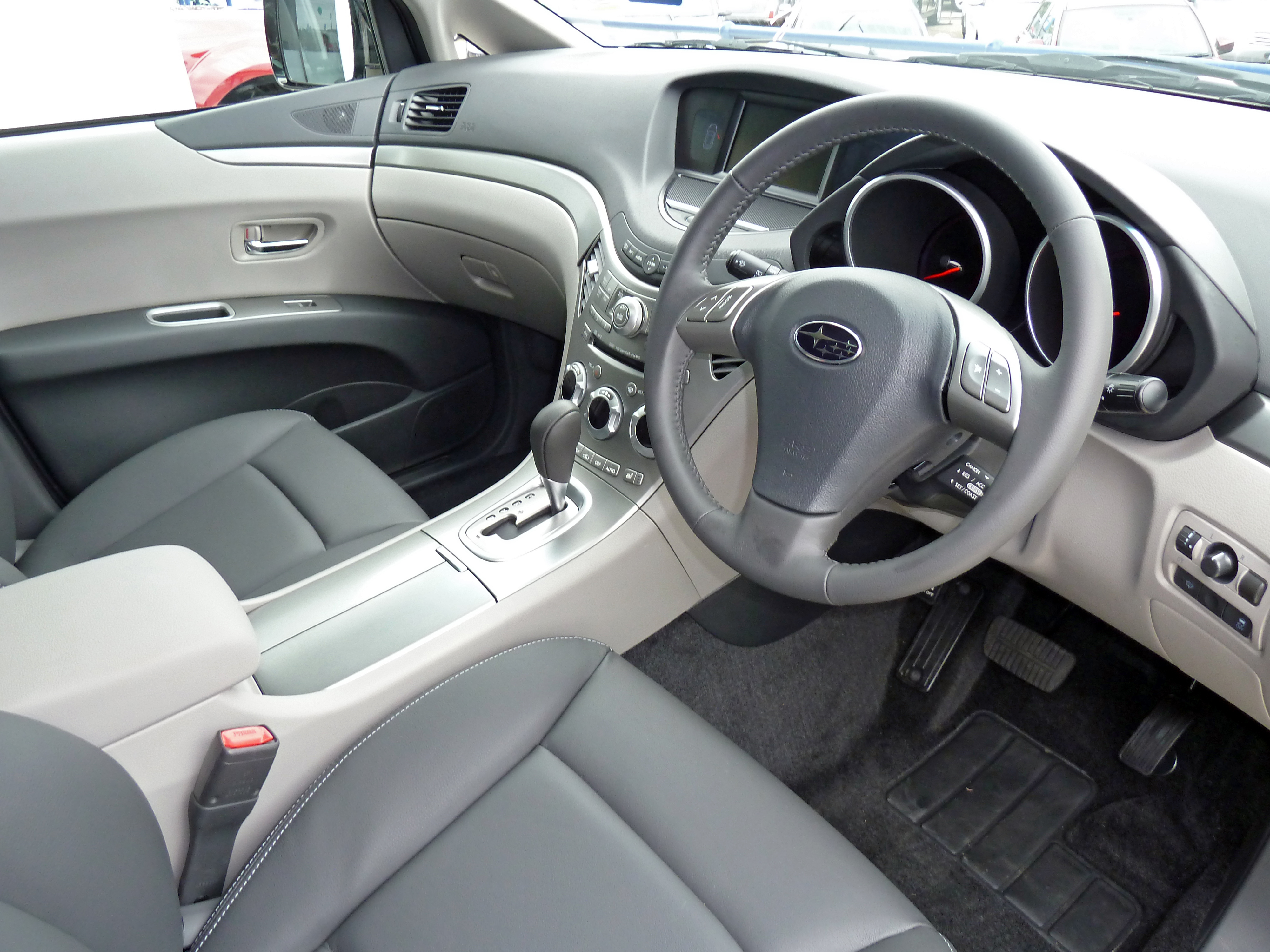
Wnętrze B9 Tribeca

W 2007 roku zaprezentowano wersję po face liftingu. Zmieniono m.in. przód pojazdu (zastosowano nowe reflektory oraz grill) i tył pojazdu (nowe światła). Przy okazji liftingu zmieniono nazwę, z której usunięto przedrostek B9. 
W styczniu 2014 roku zakończono produkcję modelu.

## Wyposażenie
Opcjonalne wyposażenie wersji przed liftingiem obejmuje m.in. 9-calowy ekran zamontowany w suficie, odtwarzacz DVD z konsolą gier wideo oraz kamerą video.

## Pozostałe informacje
- W ramach współpracy marki Subaru ze szwedzkim koncernem motoryzacyjnym SAAB w 2011 roku zbudowano model 9-6, który bazuje na Subaru B9 Tribeca. Pojazd umieszczony został w Muzeum marki Saab w Trollhättan. Samochód od modelu Tribeca różni się jedynie grillem oraz oznaczeniami[3]. Pojazd powstał także najprawdopodobniej w wersji trzydrzwiowej[4].